# Александра Мекленбург-Шверинская
Александра Мекленбург-Шверинская (29 сентября 1882, дворец Орт, Гмунден, Верхняя Австрия, Австро-Венгрия — 30 августа 1963, Глюксбургский замок, Глюксбург, Шлезвиг-Гольштейн, Германия) — великая герцогиня Мекленбург-Шверинская, супруга великого герцога Мекленбург-Шверинского Фридриха Франца IV, урождённая принцесса Камберленд-Брауншвейг-Люнебургская.

## Жизнь
Младшая дочь кронпринца Эрнста Августа II Ганноверского и принцессы датской Тиры, младшей дочери датского короля Кристиана IX и Луизы Гессен-Кассельской. Александра является праправнучкой английского короля Георга III и Шарлотты Мекленбург-Стрелицкой.
Александра вышла замуж за герцога Мекленбург-Шверинского 7 июня 1904 года. После его отречения в 1918 году проживала с супругом в Людвигслюсте, затем переехала в Фленсбург, где её муж умер в 1945 году. После его смерти прожила ещё 18 лет.

## Дети
- Фридрих Франц (1910—2001), был женат, брак бездетный
- Христиан Людвиг (1912—1996), был женат, две дочери
- Ольга (1916—1917), умерла во младенчестве
- Тира (1919—1981), замужем не была, детей не имела
- Анастасия (1922—1979), была замужем, 4 дочери